# 도안동로
도안동로(Doandong-ro)는 대전광역시 서구 가수원동 가수원네거리에서 시작하여 유성구 봉명동 용반네거리까지 이어지는 도로이다. 이 도로의 인근에는 도안신도시가 개발 중이다.

## 도로 정보
- 총연장 : 5.19km
- 너비 : 전 구간 왕복 6차로(일반차로 4차로, 버스전용차로(중앙) 2차로(계획))

## 경유지
- 가수원네거리 - 원신흥동 - 만년교

기존의 가수원네거리 - 원신흥동 - 유성온천역로 경유한 도안길은 도안신도시 택지개발사업의 일환으로 왕복 2차로인 구간을 왕복 6차로로 확장하게 되었는데, 이에 따라 만년교에 교차로를 신설하면서 노선이 가수원네거리 - 원신흥동 - 만년교로 변경되었다. 이에 따라 도안길은 만년교에서 계룡로와 접속하게 되어, 둔산신도시와 유성 접근이 용이해지게 되었다.

## 노선
| 이름            | 접속 노선                           | 소재지     | 소재지 | 소재지   | 비고 |
| --------------- | ----------------------------------- | ---------- | ------ | -------- | ---- |
| 가수원네거리    | 국도 제4호선 (계백로)               | 대전광역시 | 서구   | 가수원동 |      |
| 용소교          |                                     | 대전광역시 | 서구   | 도안동   |      |
| 용소삼거리      | 도안중로                            | 대전광역시 | 서구   | 도안동   |      |
| 옥녀봉삼거리    | 대전광역시도 제274호선 (원도안로)   | 대전광역시 | 서구   | 도안동   |      |
| 옥녀봉네거리    | 동서대로                            | 대전광역시 | 서구   | 도안동   |      |
| 원신흥삼거리    | 원신흥로                            | 대전광역시 | 유성구 | 원신흥동 |      |
| 신흥들삼거리    | 대전광역시도 제262호선 (원신흥북로) | 대전광역시 | 유성구 | 원신흥동 |      |
| 용반교          |                                     | 대전광역시 | 유성구 | 봉명동   |      |
| 계룡대교네거리  | 월드컵대로                          | 대전광역시 | 유성구 | 봉명동   |      |
| 용반네거리      | 국도 제32호선 (계룡로)              | 대전광역시 | 유성구 | 봉명동   |      |
| 온천동로와 직결 |                                     |            |        |          |      |

## 주요 건물 및 시설
- 배스킨라빈스 대전가수원점, 전북은행가수원지점, KB국민은행가수원지점 (대전광역시 서구 도안동로 3)
- KG모빌리티 대전도안대리점 (대전광역시 서구 도안동로 6)
- 현대자동차 도안가수원지점 (대전광역시 서구 도안동로 10)
- S-OIL 씨엔에스스에너지 도안신도시주유소 (대전광역시 서구 도안동로 277)
- 할리스 대전도안DT점,SK에너지 도안예성 셀프주유소 (대전광역시 서구 도안동로 488)